# سيمز 3: حياة الجامعة
سيمز 3: حياة الجامعة (بالإنجليزية: The Sims 3: University Life)‏ هي لعبة فيديو تاريخ صدورها هو 2013 . وهي متوفرة على أجهزة ماك أو إس عشرة وويندوز . اللعبة من تطوير ماكسيس سوفتوير وهي من نشر إلكترونيك آرتس.